# Леу (комуна)
Леу (рум. Leu) — комуна у повіті Долж в Румунії. До складу комуни входять такі села (дані про населення за 2002 рік):
- Зеноага (1365 осіб)
- Леу (4093 особи)

Комуна розташована на відстані 169 км на захід від Бухареста, 21 км на південний схід від Крайови.

## Населення
За даними перепису населення 2002 року у комуні проживали 5458 осіб. Усі жителі комуни рідною мовою назвали румунську.
Національний склад населення комуни:
| Національність | Кількість осіб | Відсоток |
| -------------- | -------------- | -------- |
| румуни         | 5457           | > 99,9%  |
| німці          | 1              | < 0,1%   |

Склад населення комуни за віросповіданням:
| Релігія       | Кількість осіб | Відсоток |
| ------------- | -------------- | -------- |
| православні   | 5423           | 99,4%    |
| п'ятдесятники | 24             | 0,4%     |
| бретрени      | 2              | < 0,1%   |
| адвентисти    | 1              | < 0,1%   |
| юдеї          | 1              | < 0,1%   |